# Герберт Уеллс: війна зі світом
«Ге́рберт Веллс: Війна́ із Сві́том» (англ. H G Wells: War with the World) — британська телевізійна документальна драма про життя британського письменника Герберта Веллса.

## У ролях
- Майкл Шин — Герберт Веллс
- Саллі Гокінс — Ребекка Вест
- Сара Вінмен — Джейн Уеллс
- Дермот Кроулі — Джордж Бернард Шоу
- Бранка Катіч — Мури Будберг
- Яцек Коман — Максим Горький
- Кеннет Джей — Генрі Джеймс
- Майкл Кокрейн — міністр
- Ребекка Рамсден — Міллі
- Елізабет Елвін — пані Неллам
- Кейр Чарльз — Сайкс
- Ебігейл Девіс — російський репортер
- Роджер Гетскот — Йосип Сталін
- Томас Фішер — Джип Веллс
- Леді Сара Рьонике — Джорджи
- Кріс Вілсон — репортер